# Schafeltennis
Schafeltennis is een sport waarbij schaken en tafeltennis gecombineerd worden. Bij een schafeltennistoernooi wordt een aantal (meestal 7) ronden gespeeld, waarbij de tegenstanders 4 games tegen elkaar tafeltennissen (puntentelling tot de 11 volgens de regels van de Nederlandse Tafeltennisbond NTTB) en 2 partijen snelschaken (5 minuten per persoon per partij): beide spelers een keer met wit en een keer met zwart volgens de regels van de Koninklijke Nederlandse Schaakbond. Zowel met schaken als met tafeltennis zijn per ronde 4 punten te verdienen: 2 voor een gewonnen schaakpartij, 1 bij remise en 1 per gewonnen tafeltennisgame. Tegenstanders worden per ronde aan elkaar gekoppeld door loting volgens een aangepast Zwitsers systeem, waarbij niet alleen het aantal punten telt, maar ook de sport waarbinnen de punten behaald zijn. Alleen de eerste 6 paren worden gewoon Zwitsers geloot (dus op basis van de tot dat moment behaalde punten).
De sport schafeltennis en de toernooiformule zijn in 2008 bedacht door Simon Gribling, oud-directeur van de Koninklijke Nederlandse schaakbond, naar analogie van het zogenaamde schaakboksen. De eerste editie van het Nederlands Kampioenschap werd in 2008 georganiseerd door de Hogeschool van Amsterdam. Aan deze editie deden bekende schakers als Hans Böhm en Dimitri Reinderman mee.
Sinds 2008 is er elk jaar een Nederlands Kampioenschap schafeltennis gehouden, behalve in 2020, vanwege de coronacrisis. Van de eerste elf toernooien wist Rob Bertholee er acht te winnen, Bram van den Berg twee en Tibor Karolyi (Hon) één.
Tegelijkertijd is er jaarlijks een schafeltennistoernooi in Katwijk (m.u.v. 2017 door het ontbreken van een goede datum, 2020 en 2021 a.g.v. Corona), georganiseerd door tafeltennisvereniging Rijnsoever. Ook zijn er onregelmatig kleinere schafeltennistoernooien geweest in Wageningen en Leiden.